# Francis Koffie
Francis Koffie (Acra, Ghana, 20 de septiembre de 1989), futbolista ghanés. Juega de extremo izquierdo. En la temporada 2009-2010 entrenó con el CD Badajoz sin llegar a debutar con el primer equipo. En el verano de 2010 estuvo a prueba en el CD Leganés español junto a otros jugadores ghaneses, pero finalmente no terminó fichando por el equipo pepinero. 

## Clubes
| Club                   | País           | Año         |
| ---------------------- | -------------- | ----------- |
| Asante Kotoko          | Ghana          | 2007-2010   |
| Club Deportivo Leganés | España         | 2010 - 2011 |
| Medeama Sporting Club  | Ghana          | 2011 - 2012 |
| Ashanti Gold SC        | Ghana          | 2012 - 2014 |
| Al-Merreikh Omdurmán   | Sudán          | 2014 - 2017 |
| Al-Watani Club         | Arabia Saudita | 2017        |